# Montes Spitzbergen
Die Montes Spitzbergen sind ein Gebirgssystem im Mare Imbrium auf dem Erdmond. Sie sind nach den skandinavischen Spitzbergen benannt. Mit einem Durchmesser von ungefähr 60 Kilometern stehen sie bei 34° N und 5°W. Während sich die irdischen Spitzbergen aus dem Nordpolarmeer erheben, stehen die lunaren in einem erstarrten Lavameer.